# Doença de Urbach-Wiethe
A lipoidoproteinose de Urbach e Wiethe é uma doença autossômica recessiva rara caracterizada pelo espessamento generalizado da pele, mucosas e certas vísceras. Características clássicas incluem pálpebras com pápulas em rosário e infiltração da laringe. O distúrbio é clinicamente heterogêneo, com indivíduos afetados exibindo diferentes graus de cicatrização de pele e infiltração, sinais variáveis de rouquidão e dificuldade respiratória, e, em alguns casos, anormalidades neurológicas, como a epilepsia do lobo temporal. Características adicionais incluem alopécia desigual e retardo mental.
Há evidências de que a lipoidoproteinose é causada por mutação homozigótica ou heterozigose composta no gene ECM1 no cromossoma 1q21. Portadores da doença costumam apresentar ausência de medo.

## Diagnóstico
O diagnóstico de lipoidoproteinose é estabelecida em um probando com os achados clínicos característicos de ou identificação de variantes patogênicas de ECM1 bialélico em testes de genética molecular ou achados histológicos e/ou imuno-rotulagem característicos em biópsias de pele.

## Tratamento
Não existem tratamentos comprovados para as lesões de pele. Excisão microlaringoscópica de depósitos de laringe pode melhorar o acesso das vias aéreas e qualidade de voz. Obstrução significativa das vias aéreas pode exigir traqueostomia para assegurar uma via aérea segura. As convulsões devem ser avaliados e geridos por um neurologista, com uso de drogas antiepilépticas (DAE).